# Bajbars
Bajbars (arabsky: الملك الظاهر ركن الدين بيبرس البندقداري, al-Malik az-Záhir Ruknuddín Bajbars al-Bundukdari), přezdívaný Abu l-Futuh (arabsky: أبو الفتوح; žil 1223 – 1. července 1277, Damašek), byl mamlúcký sultán Egypta. Byl jedním z velitelů sil, které zasadily zdrcující porážku sedmé křížové výpravě francouzského krále Ludvíka IX., a vedl předvoj egyptské armády v bitvě u Ajn Džálút v roce 1260, která znamenala první podstatnou porážku mongolské armády, a která je považována za historicky přelomovou. Jeho vláda značí počátek období mamlúcké dominance ve východním Středomoří a jedním z jeho počinů bylo zkvalitnění vojenského systému. Bajbarsovi se podařilo připravit cestu ke konci křižácké přítomnosti v Sýrii a sjednotit Egypt a Sýrii do jednoho mocného státu, který byl schopný odrazit hrozby jak křižáků, tak Mongolů. Jako sultánovi se mu kombinací diplomacie a vojenských akcí podařilo rozšířit území mamlúcké říše.